# 쓰지칭차오역
쓰지칭차오역(중국어: 四季青桥站)은 중국 베이징시 하이뎬구 슈광 가도·쓰지칭 지구 경계의 서4환북로·퉁후이로·장화로 교차로에 위치한 베이징 지하철 12호선의 지하철역으로, 12호선의 시·종점역이다. 이 역은 2023년 7월 21일 베이징 지하철 12호선의 역 명명 계획에 따라 이전에 발표된 쓰지칭역(중국어: 四季青站)의 이름이 2023년 12월 27일 베이징 지하철 12호선의 공식 역명 제정 과정에서 변경되어 "쓰지칭차오역"으로 불리게 되었다.

## 역 구조
본 역은 PBA 지하 굴착 공법으로 건설된 지하 2층 단주 이중 섬식 승강장의 역으로 본체 길이는 309m, 승강장 폭은 12m이다. 이 역 운영 초기는 역 앞쪽에 회송 대책을 채택하여 동쪽 승강장 한 면만 사용하였다.

### 층별 구조
| 지면층   |                                               | 출입구                             |
| 지하 1층 | 대합실                                        | 고객센터, 자동 발매기, 출입 게이트 |
| 지하 2층 | ←                                             | ■ 12호선 미사용 승강장             |
| 지하 2층 | 섬식 승강장, 도착 열차는 오른쪽 출입문이 열림 |                                    |
| 지하 2층 | →                                             | ■ 12호선 둥바베이 방면 (란뎬창)    |

## 역사
2021년 10월 25일, 당시 베이징 부시장 쑤이전장(隋振江)이 본 역에서 조사를 실시한 후 역의 지하수 수위가 2017년 조사에 비해 약 11m 상승했다는 점을 지적하여 지하철 건설의 안전을 위해 테스트를 실시했다.
이 역은 12호선의 1단계로 2024년 12월 15일 개통하였고, 2개의 출입구 A, C 출입구가 있다.

## 출입구
쓰지칭차오역에는 총 3개의 출입구가 있으며, 초기에는 서4환로 서쪽에 있는 2개의 출입구(A, C)만 개방되고, 서4환로 동쪽 출입구(B 출입구)는 추후 개방될 예정이다.
|                         |                                         | |      |             |
| 출구                    | 지시                                    | 출구 인근                                                                                                  | 사진 | 무장애 시설 |
| 出口 · A                | 서4환북로(西四环北路)                   | 진쓰지 쇼핑센터(金四季购物中心), 마이더룽(麦德龙), 주쯔제 커뮤니티(诸子阶小区), 허중 빌딩(合众大厦)        |      |             |
| 出口 · C                | 퉁후이로(通汇路), 서4환북로(西四环北路) | 디쯔 빌딩(地质大厦), 수도사범대학부속초등학교(首都师范大学附属小学), 탕촨이슈 북구(汤泉逸墅北区), We House |      | 빈칸        |
| 아이콘 설명: 엘리베이터 |                                         | |      |             |